# Cases Joan Aloy
Les Cases Joan Aloy és una obra de Cerdanyola del Vallès (Vallès Occidental) inclosa a l'Inventari del Patrimoni Arquitectònic de Catalunya.

## Descripció
Es tracta d'un conjunt de cinc habitatges unifamiliars de la mateixa tipologia. Tots ells són de planta rectangular i d'una sola planta d'alçada. La façana és decorada amb formes vegetals, motllures i formes ovals que es concentren en el coronament dels portals, finestres i de la mateixa façana amb una forma motllurada de gola inversa. La tanca també presenta decoració floral en els pilars. Decoració clarament modernista.

## Història
A inicis de segle la família Aloy va comprar el terrenys per a construir-hi vivendes destinades a lloguer. El propietari actual n'ha destinat una a cada fill.